# Kup LEN 2012./13.
Ovo je dvadeset i prvo izdanje Euro Cupa. Sudjelovalo je 18 momčadi koje su bile raspoređene u četiri skupine, nakon kojih su se igrale četvrtzavršnica, poluzavršnica i završnica. Naslov je sa svim pobjedama osvojio kragujevački Radnički koji je tako ušao u povijest. Ni godinu dana nakon što je osnovan klub je osvojio drugo najprestižnije europsko klupsko vaterpolsko natjecanje.

## Završnica
- 20. ožujka 2013.
- Florentia -  Radnički Kragujevac 4:8 (3:2,0:4,1:1,0:1)

- 6. travnja 2013.
- Radnički Kragujevac -  Florentia 7:6 (2:1,2:2,1:1,2:2)

- pobjednik: Radnički Kragujevac (prvi naslov)

| #  | Igrač            | Država | Pozicija                        |  |
| -- | ---------------- | ------ | ------------------------------- |  |
| 1  | Zdravko Radić    |        | vratar                          |  |
| 2  | Damir Burić      |        | bek                             |  |
| 3  | Boris Popović    |        | centar                          |  |
| 4  | Dušan Marković   |        | bek                             |  |
| 5  | Slavko Gak       |        | bek                             |  |
| 6  | Đorđe Bašić      |        | lijevi vanjski                  |  |
| 7  | Aleksandar Ćirić |        | desni vanjski ili krilo         |  |
| 8  | Vojislav Čupić   |        | krilo                           |  |
| 9  | Boris Zloković   |        | centar                          |  |
| 10 | Filip Filipović  |        | desni vanjski ili krilo         |  |
| 11 | Vanja Udovičić   |        | bek                             |  |
| 12 | Đorđe Filipović  |        | lijevi vanjski ili lijevo krilo |  |
| 13 | Igor Lazić       |        | vratar                          |  |
| 14 | Vedran Ćirković  |        | bek                             |  |
| 15 | Andy Stevens     |        | vratar                          |  |
|    | Dejan Udovičić   |        | Trener                          |  |